# Spergau
Spergau este o comună din landul Saxonia-Anhalt, Germania.